# 커큰틸로크

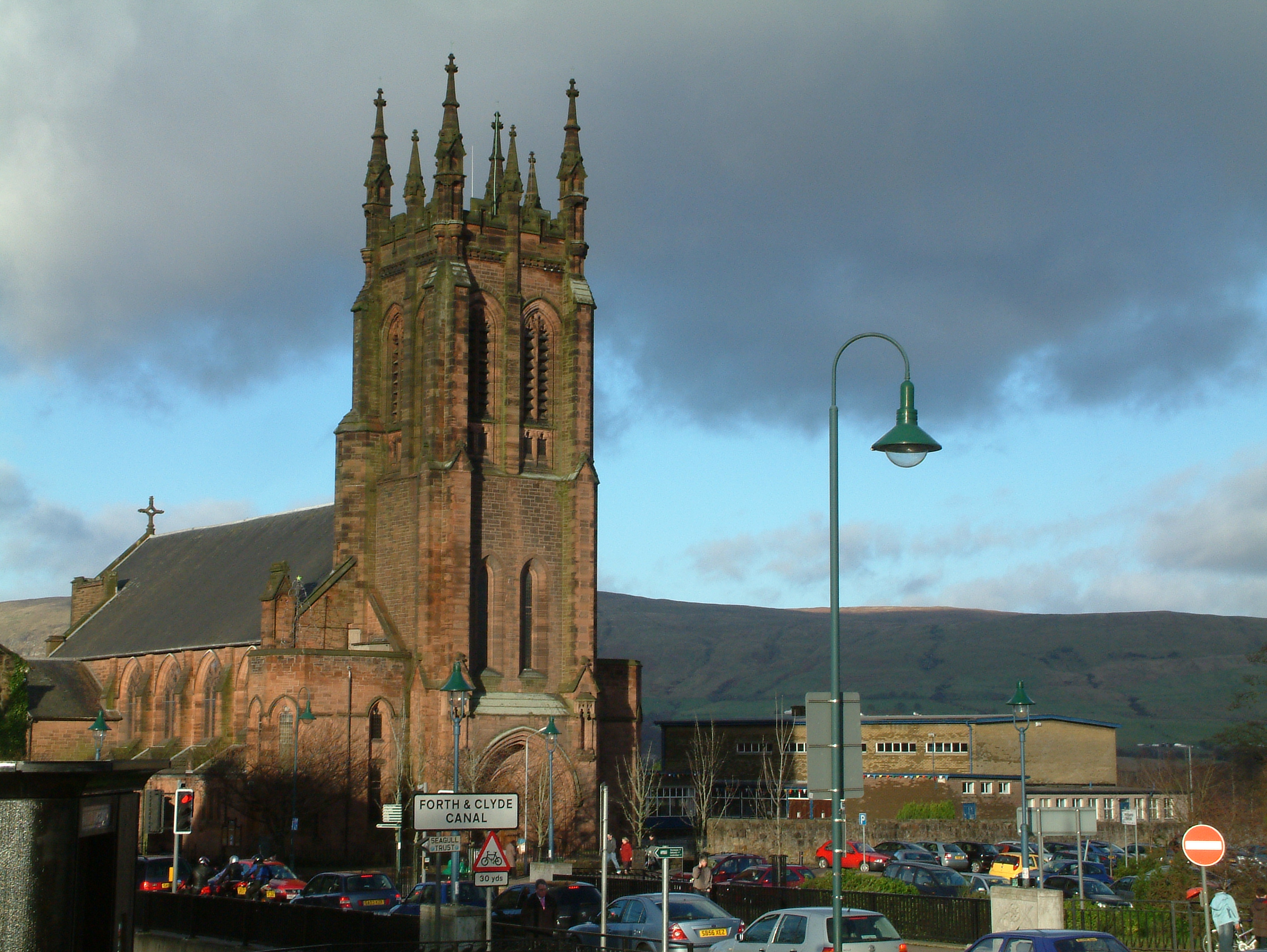
커큰틸로크

커큰틸로크(영어: Kirkintilloch, 스코틀랜드 게일어: Cair Cheann Tulaich)는 스코틀랜드 이스트던바턴셔의 행정 중심지로 인구는 19,700명(2009년 기준)이다.